# Nottinghamshire Senior Football League
De Nottinghamshire Senior League is een Engelse regionale voetbalcompetitie. De league bevindt zich op het 13de niveau in de Engelse voetbalpiramide. De kampioen kan promoveren naar de Central Midlands League. Er zijn 2 divisies, de Senior Division en Division One. Deze laatste bestaat enkel uit reserveteams en maakt geen deel uit van de piramide.